# Tomate Margariteño
El 'Tomate Margariteño', también conocido por su nombre botánico como Lycopersicum esculentum Mill. var. España, es una variedad de tomate que se produce en la isla de Margarita llamada también "La Perla del Caribe". La isla de Margarita junto a las islas de Coche y Cubagua en el estado Nueva Esparta, conforman el único territorio insular de Venezuela, país del noreste suramericano. Se cree, en el pensar cultural de esta región insular, que el Tomate Margariteño aparece en el cultivar de la Isla de Margarita a principios del siglo XIX, aunque la exactitud de su origen y data aún son inciertos, varias teorías han sido publicadas. La relevancia que posee el Tomate Margariteño proviene de la exclusividad de sus características organolépticas y propiedades de sabor agradable y distintivo, tamaño, forma única arriñonada y peso, que sólo son obtenidas al cultivarlos en la Isla de Margarita. El Tomate Margariteño es además un fruto muy apreciado en la mesa del venezolano, especialmente en la región insular del país, así como en sus regiones aledañas, y un ícono representativo del conjunto cultural y gastronómico de la región.

## Antecedentes y Origen
No ha sido posible determinar con exactitud el origen del tomate margariteño, sin embargo, sí se conoce que el tomate (Lycopersicum esculentum Mill.) es una planta originaria de Sudamérica (Región andina que actualmente comparten los países Colombia, Ecuador, Bolivia, Perú Chile y Venezuela). A la llegada de los españoles a América, éste formaba parte de los pequeños huertos del área mesoamericana, sin que su importancia económica fuese grande, pero con un grado de domesticación notable. Desde su llegada, los españoles apreciaron las cualidades organolépticas del tomate, llamado en aquel tiempo, “jitomate” o “xitomate”. Parece que ya en esa época existían gran diversidad en cuanto a variedades, tamaños, formas y colores del fruto. Fuera del área mesoamericana el tomate era totalmente desconocido y su entrada en el continente Europeo fue desigual. En países como España, Portugal e Italia se utilizó desde un principio como alimentación humana, mientras que en otros países más al norte fue usado sólo con fines ornamentales, debido a la coloración de sus flores y frutos, siendo utilizado como hortaliza a finales del siglo XVIII. Su difusión en el resto del mundo fue gracias a los españoles y portugueses que llevaron sus nuevos hábitos de consumo por todas sus colonias, existiendo indicios de la
presencia del tomate en Filipinas y China a mediados del siglo XVII y en África a mediados del XVIII. Las últimas regiones en adoptar al tomate como elemento de su dieta fueron, a partir del siglo XIX, las colonias y zonas de influencia inglesa (EE.UU. y Australia).
Entre las teorías del origen propio del cultivo de esta variedad, conocido comúnmente como tomate margariteño, se encuentran referencias a un ancestro común conocido como "Ponderosa Red", debido a las semejanzas de la planta y el fruto. Este cultivar fue distribuido en Venezuela por la empresa Burpee Seeds, compañía de origen estadounidense especializada en semillas, cuyos inicios se remontan al siglo XIX.
Otra probabilidad acerca de su origen es que el tomate margariteño haya llegado de España proveniente de una variedad sumamente parecida la cual fue conocida con el nombre de "tomate Sevilla". Hipotéticamente ésta es la razón por la que los campesinos locales de la isla de Margarita, especialmente los de mayor edad, le llamen también "Tomate España".
Aun cuando el origen preciso del tomate margariteño no puede ser citado con exactitud, si se tiene certeza de que está asociado a un proceso de ida y vuelta, lo que significa que fue originario de Sudamérica y regresó luego de sufrir un proceso de hibridación en Europa o Norteamérica.

## Características Organolépticas
El tomate margariteño, al tratarse de un cultivo exclusivo que se da, con sus características de sabor y tamaño, solo en la isla de Margarita, presenta igual condición de exclusividad en cuanto a sus características organolépticas con gran demanda por parte de turistas y habitantes de la región, por igual. Este fruto es de excelente calidad, debido a su gran tamaño, acidez, textura, color y sabor. De formas irregulares y desproporcionados, "raros", jugosos, ricos en pulpa y ligeramente ácidos, sabor refrescante, ligero y sorpresivamente perdurable en el paladar(3).

## Ubicación Actual de Cultivos
En la isla de Margarita las principales zonas de cultivo están ubicadas en el municipio Antolín del Campo, en las poblaciones de El Salado de Pedro González, El Limón, El Cardón, Guarame, La Fuente, Aricagua, La Mira, La Estancia y Los Flandes. Igualmente se cultiva en La Rinconada de Paraguachí, La Sierra, El Guayabal, Atamo Norte y Sur en Arismendi, Guatamare y El Valle en el Municipio García, además de otras poblaciones como San Sebastián, y los asentamientos campesinos del Instituto Agrario Nacional, Los Cerritos, Agua de Vaca y Los Chacos(3).
Las zonas productoras del tomate margariteño más preciadas se ubican en: Guacuco, La Sierra, El Salado, Paraguachí, La Fuente, Guarame, Valle de Pedro González y San Juan Bautista ya que ofrecen mayores extensiones de tierras para el cultivo y acceso a aguas para el riego(1).

## Enlaces
1. https://helvia.uco.es/bitstream/handle/10396/9925/2013000000724.pdf?sequence=1&isAllowed=y
2. https://www.redalyc.org/pdf/4277/427739438013.pdf
3. https://es.scribd.com/document/367861764/Manual-Del-Tomate-Margariteno#
4. https://gpcaracas.wordpress.com/gastronomia/ingredientes/el-tomate-margariteno-suculencia-regional-con-potencial-de-origen/
5. https://historiasdesobremesa.wordpress.com/2012/01/18/sembrar-tomate-margariteno-es-riesgoso-y-delicado/
6. https://www.burpee.com
- Datos: Q97352052